# Megalomus navasi
Megalomus navasi là một loài côn trùng trong họ Hemerobiidae thuộc bộ Neuroptera. Loài này được Lacroix miêu tả năm 1912.